# Дніпрогідроенерго
«Дніпрогідроенерго» — українська гідроенергетична компанія, що існувала в період з 1994 по 2004 роки.
Штаб-квартира «Дніпрогідроенерго» була розташована: 07300, м. Вишгород, Київська область, Україна.
Керівником «Дніпрогідроенерго» був Поташник Семен Ізраїльович.

## Історія
У грудні 1994 року на базі гідроелектростанцій Дніпровського каскаду указом Міністерства енергетики України було створено Державне підприємство (ДП) «Дніпрогідроенерго», яке в 1995 році реорганізували в Державну акціонерну гідроенергогенеруючу компанію (ДАГК) «Дніпрогідроенерго».
У 2004 році відбулося злиття державних акціонерних компаній «Дніпрогідроенерго» і «Дністрогідроенерго» у Відкрите акціонерне товариство «Укргідроенерго», існуюче в даний час.

## Діяльність
ДАГК «Дніпрогідроенерго» включала електростанції, що утворюють Дніпровський енергокаскад:
- Київська ГЕС,
- Канівська ГЕС,
- Кременчуцька ГЕС,
- Середньодніпровська ГЕС,
- Дніпрогес (Дніпровська ГЕС-1 і Дніпровська ГЕС-2),
- Каховська ГЕС,

а також:
- Київська ГАЕС.

Сумарна встановлена потужність гідроелектростанцій компанії становила 3906,9 МВт. Виробництво електроенергії в середньому за рік становило 9,8 млрд кВт•год.
У компанії працювало 1850 осіб, з них 570 — інженерно-технічні працівники.